# Célula de Hadley

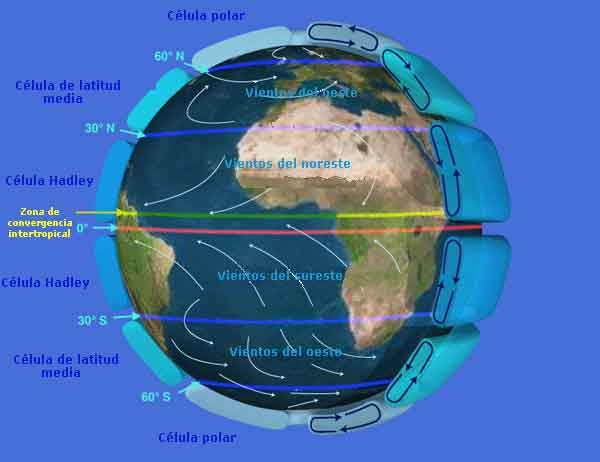
Circulación general en la atmósfera terrestre con la célula de Hadley, la célula de Ferrel y la célula polar. Los vientos alisios y la Zona de Convergencia InterTropical se muestran también en este esquema.

La célula de Hadley es una célula de circulación cerrada de la atmósfera terrestre que domina la circulación global atmosférica en las latitudes ecuatoriales y tropicales.
Las células de Hadley se extienden desde el Ecuador hasta latitudes de unos 30° en ambos hemisferios. Este calor es transportado en un movimiento celular con el aire ascendiendo por convección en las regiones ecuatoriales y desplazándose hacia las latitudes superiores por las capas altas de la atmósfera. El ascenso del aire caliente en el ecuador está acompañado de la formación frecuente de tormentas convectivas en la llamada zona de convergencia intertropical (ZCIT).

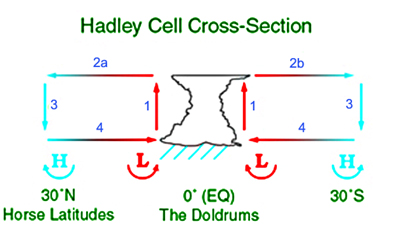
Célula de Hadley, donde se muestra la convección en la ZCIT en el ecuador, la divergencia en los vientos antialisios, la subsidencia en la latitud subtropical del caballo y los vientos alisios superficiales que completan el ciclo.

El  clima mundial está muy influido por la estructura y el comportamiento de la circulación de Hadley. Los vientos alisios predominantes son una manifestación de las ramas inferiores de la circulación de Hadley, que hacen converger el aire y la humedad en los trópicos para formar la ZCIT, donde se localizan las lluvias más intensas de la Tierra. Los cambios en la ZCIT asociados a la variabilidad estacional de la circulación de Hadley provocan los monzones. Las ramas de hundimiento de las células de Hadley dan lugar a las  dorsales subtropicales oceánicas y suprimen las precipitaciones; muchos de los desiertos y regiones áridas de la Tierra se sitúan en los subtrópicos coincidiendo con la posición de las ramas de hundimiento. La circulación de Hadley es también un mecanismo clave para el transporte meridional de calor, momento angular y humedad, contribuyendo a la  corriente en chorro subtropical, a los trópicos húmedos y a mantener un equilibrio térmico global.
La circulación de Hadley debe su nombre a George Hadley, quien en 1735 postuló la existencia de células de circulación que se extienden por los hemisferios impulsadas por diferencias de calentamiento para explicar los vientos alisios. Otros científicos desarrollaron posteriormente argumentos similares o criticaron la teoría cualitativa de Hadley, aportando explicaciones y formalismos más rigurosos. La existencia de una amplia circulación meridional del tipo sugerido por Hadley se confirmó a mediados del siglo XX, una vez que se dispuso de observaciones rutinarias de la troposfera superior mediante radiosondas. Las observaciones y los modelos climáticos indican que la circulación de Hadley se ha expandido hacia los polos al menos desde la década de 1980 como consecuencia del cambio climático, con una intensificación de la circulación acompañante pero menos segura; estos cambios se han asociado a tendencias en los patrones meteorológicos regionales. Las proyecciones de los modelos sugieren que la circulación se ampliará y debilitará a lo largo del siglo XXI debido al cambio climático.

## Historia
El fenómeno fue investigado por primera vez a comienzos del siglo XVIII por George Hadley, un abogado inglés aficionado a la meteorología a quien le interesaba determinar por qué los vientos alisios en el hemisferio Norte soplan siempre hacia el Oeste sin desviarse hacia el Sur. El célebre astrónomo británico Edmond Halley, había propuesto unos años antes una teoría sobre la circulación atmosférica, y había identificado que una de las cuestiones esenciales para entender este problema era la rotación terrestre.
En 1941 el meteorólogo sueco Carl-Gustaf Rossby propuso un modelo de circulación atmosférica general basado en tres células convectivas meridionales para cada hemisferio que se acepta como una descripción cualitativa correcta de la circulación en la atmósfera terrestre.

## Mecanismo y características

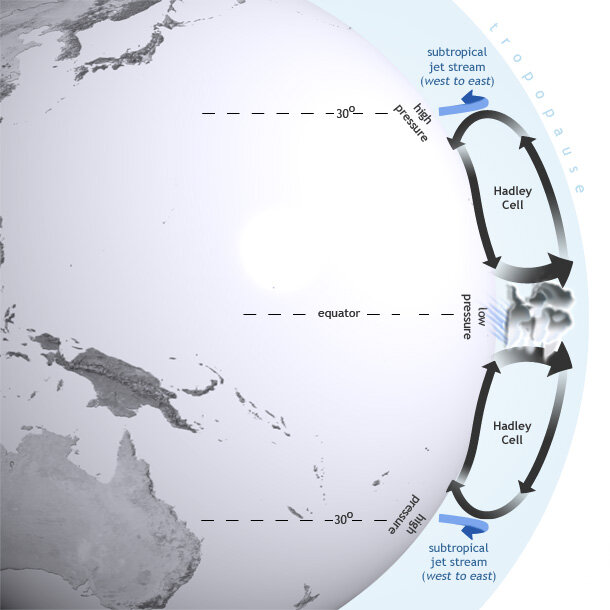
En promedio, la circulación de Hadley está compuesta por dos células en los hemisferios norte y sur que hacen circular el aire dentro de los trópicos.

La circulación de Hadley describe la amplia circulación térmicamente directa, y meridional vuelco del aire dentro de la troposfera sobre los bajas latitudes. Dentro de la circulación atmosférica global, el flujo meridional de aire promediado a lo largo de líneas de latitud se organiza en circulaciones de movimientos de ascenso y hundimiento acoplados al movimiento de aire hacia el ecuador o hacia los polos denominadas células meridionales. Estas incluyen las prominentes "células Hadley" centradas sobre los trópicos y las más débiles "células Ferrells" centradas sobre las latitudes medias. Las células de Hadley son el resultado del contraste de insolación entre las cálidas regiones ecuatoriales y las más frías subtropicales. El calentamiento desigual de la superficie terrestre da lugar a regiones de aire ascendente y descendente. A lo largo de un año, las regiones ecuatoriales absorben más radiación solar de la que emiten. En latitudes más altas, la Tierra emite más radiación de la que recibe del Sol. Sin un mecanismo para intercambiar calor meridionalmente, las regiones ecuatoriales se calentarían y las latitudes más altas se enfriarían progresivamente en desequilibrio. El amplio ascenso y descenso del aire da lugar a una  fuerza de gradiente de presión que impulsa la circulación de Hadley y otros flujos a gran escala tanto en la atmósfera como en el océano, distribuyendo el calor y manteniendo un equilibrio térmico global a largo plazo y subestacional.
La circulación Hadley cubre casi la mitad de la superficie de la Tierra, abarcando desde aproximadamente el Trópico de Cáncer hasta el Trópico de Capricornio. Verticalmente, la circulación ocupa toda la profundidad de la troposfera. Las células Hadley que componen la circulación están formadas por aire transportado hacia el ecuador por los vientos alisios en la troposfera inferior que asciende cuando se calienta cerca del ecuador, junto con aire que se desplaza hacia los polos en la troposfera superior. El aire que se desplaza hacia los subtrópicos se enfría y luego se hunde antes de regresar hacia el ecuador a los trópicos; la posición del aire que se hunde asociado a la célula Hadley se utiliza a menudo como medida de la amplitud meridional de los trópicos globales. El retorno del aire hacia el ecuador y la fuerte influencia del calentamiento hacen de la célula de Hadley una circulación cerrada e impulsada térmicamente. Debido al ascenso flotante del aire cerca del ecuador y al hundimiento del aire en latitudes más altas, se desarrolla un gradiente de presión cerca de la superficie con presiones más bajas cerca del ecuador y presiones más altas en los subtrópicos; esto proporciona la fuerza motriz para el flujo hacia el ecuador en la troposfera inferior. Sin embargo, la liberación de calor latente asociada con la condensación en los trópicos también relaja la disminución de la presión con la altura, lo que resulta en presiones más altas en los trópicos en comparación con los subtrópicos para una altura dada en la troposfera superior; este gradiente de presión es más fuerte que su contraparte cerca de la superficie y proporciona la fuerza motriz para el flujo hacia el polo en la troposfera superior. Las células Hadley se identifican más comúnmente utilizando la función de flujo de los vientos meridionales ponderada en masa y promediada zonalmente, pero también pueden identificarse mediante otros parámetros físicos medibles o derivables, como el potencial de velocidad o la componente vertical del viento en un nivel de presión concreto.

## Circulación meridional en latitudes medias y altas
El movimiento de rotación terrestre origina en los fluidos existentes sobre la superficie terrestre (atmósfera e hidrósfera) el denominado efecto de Coriolis desviándolos en sus movimientos hacia la derecha en el hemisferio norte y a la izquierda en el hemisferio sur.
El transporte de calor en las latitudes medias y altas está gobernado por sucesiones de borrascas y anticiclones con frentes de aire cálido procedentes desde las latitudes inferiores y de aire frío procedentes de las latitudes superiores. 
Existe una segunda célula convectiva meridional superpuesta a estos movimientos y denominada célula de Ferrel. La célula de Ferrel transporta el aire cálido de los trópicos hasta latitudes subpolares (60°). Posteriormente existe también una célula polar entre los 60° y los polos.

## Circulación de Hadley en otras atmósferas
Las atmósferas de Marte y Venus poseen células de Hadley de carácter global capaces de transportar el calor directamente desde el ecuador hasta los polos. En el primer caso debido a la tenue atmósfera y en el segundo como consecuencia de la baja velocidad de rotación planetaria y la consiguiente disminución del efecto de Coriolis.

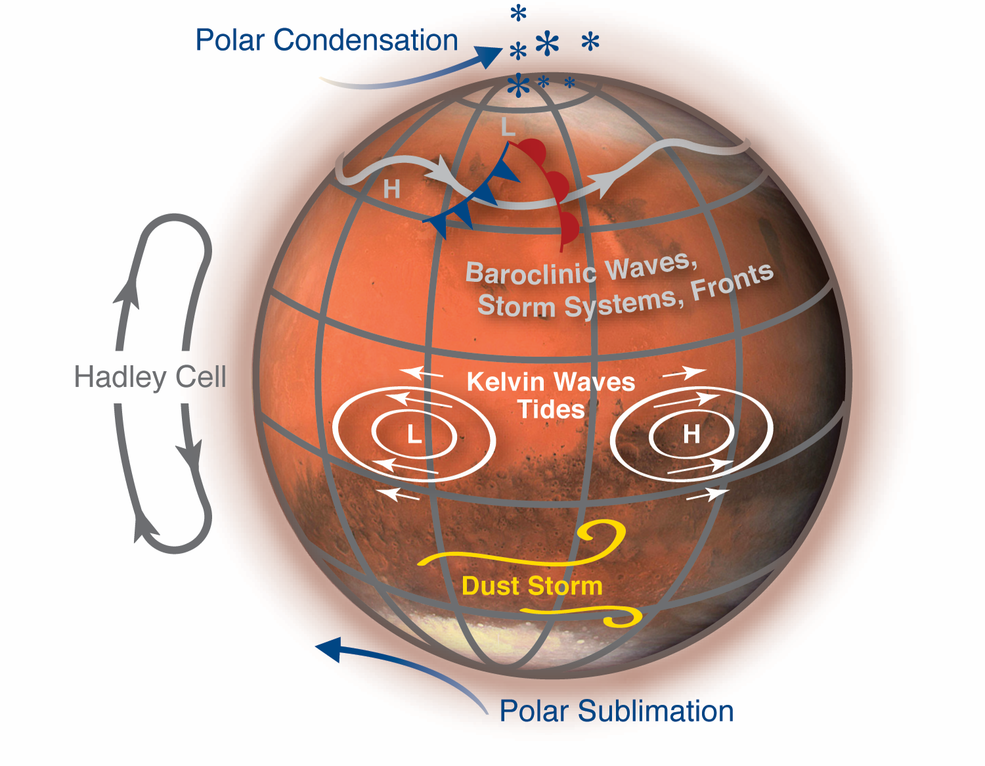
Una circulación Hadley puede estar presente en otros planetas, incluyendo Marte.

Fuera de la Tierra, cualquier circulación térmicamente directa que haga circular el aire meridionalmente a través de gradientes de insolación a escala planetaria puede describirse como una circulación Hadley. Una atmósfera terrestre sujeta a un exceso de calentamiento ecuatorial tiende a mantener una circulación de Hadley axisimétrica con movimientos ascendentes cerca del ecuador y descendentes en latitudes más altas. Se hipotetiza que el calentamiento diferencial da lugar a circulaciones de Hadley análogas a la de la Tierra en otras atmósferas del Sistema Solar, como en Venus, Marte y Titán. Al igual que en la atmósfera terrestre, la circulación de Hadley sería la circulación meridional dominante para estas atmósferas extraterrestres. Aunque menos comprendidas, las circulaciones Hadley también pueden estar presentes en los gigantes gaseosos del Sistema Solar y, en principio, deberían materializarse en atmósferas exoplanetarias. La extensión espacial de una célula Hadley en cualquier atmósfera puede depender de la velocidad de rotación del planeta o la luna, con una tasa de rotación más rápida que conduce a células Hadley más contraídas (con una extensión hacia los polos más restrictiva) y una circulación meridional global más celular. La velocidad de rotación más lenta reduce el efecto Coriolis, reduciendo así el gradiente de temperatura meridional necesario para sostener un chorro en el límite polar de la célula Hadley y permitiendo así que la célula Hadley se extienda más hacia el polo.

## Expansión de la célula de Hadley
La mayor parte de las regiones áridas de la Tierra se encuentran en las zonas situadas bajo la parte descendente de la circulación de Hadley a unos 30 grados de latitud. En general, se cree que la anchura de las células de Hadley se está expandiendo hacia el polo, pero la cantidad de expansión es algo dudosa. Hay algunas pruebas de que la expansión de las células Hadley está relacionada con el cambio climático. Los modelos sugieren que la célula Hadley se expandirá con el aumento de la temperatura media global (quizás en 2 grados de latitud a lo largo del siglo XXI). Esto podría provocar grandes cambios en las precipitaciones en las latitudes del borde de las celdas. Los científicos temen que el calentamiento global pueda provocar cambios en los ecosistemas de los trópicos profundos y que los desiertos se vuelvan más secos y se expandan. A medida que las zonas alrededor de los 30 grados de latitud se vuelvan más secas, los habitantes de esa región verán menos lluvias de lo que tradicionalmente se espera, lo que podría causar dificultades con el suministro de alimentos y la habitabilidad. Hay una fuerte evidencia de cambio climático paleoclimático en la selva tropical de África central en c. 850 a. C. Las pruebas palinológicas (polen fósil) muestran un cambio drástico en el bioma de la selva tropical hacia el de la sabana abierta como consecuencia de una desecación a gran escala no conectada necesariamente con la sequía intermitente sino quizás con el calentamiento gradual. La hipótesis de que la disminución de la actividad solar reduce la extensión latitudinal de la Circulación de Hadley y disminuye la intensidad de los monzones en latitud media, se corresponde con los datos, que muestran un aumento de la sequedad en el centro de África occidental y un incremento de las precipitaciones en las zonas templadas del norte. Mientras tanto, las pistas de tormentas de latitud media en las zonas templadas aumentaron y se desplazaron hacia el ecuador.